# FC Epitsentr Kamianets-Podilskyi
El FC Epitsentr Kamianets-Podilskyi (en ucraniano: Футбольний клуб «Епіцентр» Кам'янець-Подільський) es un equipo de fútbol de Ucrania que juega en la Liga Premier de Ucrania, la primera división nacional.

## Historia
Fue fundado en el año 1960 en la ciudad de Dunaivtsi como parte de la Sociedad Deportiva Kolos con el nombre Kolhospnyk Dunaivtsi, y han cambiado de nombre en varias ocasiones:
- 1960–1991: Kolhospnyk Dunaivtsi
- 1991–1992: Tekstylnyk Dunaivtsi
- 1992–1993: Ternava Dunaivtsi
- 1993–2006: Nyva-Tekstylnyk (Kolos-Tekstylnyk)
- 2007–2008: INAPiK Dunaivtsi
- 2009–2013: Verest-INAPiK Dunaivtsi
- 2014–2018: Dunaivtsi
- 2019–2022: Epitsentr Dunaivtsi
- 2022–presente: Epitsentr Kamianets-Podilskyi[4]

Epitsentr fue admitido como equipo profesional en la Ukrainian Second League para la temporada 2020–21. En su primera temporada como equipo profesional terminó en cuarto lugar. 
El club logró el ascenso a la Ukrainian Premier League como campeón de la segunda categoría en 2024–25. En ese mismo año el Epitsentr se mudó de Dunaivtsi a Kamianets-Podilskyi.

## Palmarés
- Ukrainian First League (1): 2024–25